# Dona i Ocell
Dona i Ocell (pronunție catalană: [ˈdɔ.nə i uˈseʎ]; în traducere din limba catalană: „Femeie și Pasăre) este o sculptură de 22 de metri în înălțime, realizată de Joan Miró și care este localizată în Parcul Joan Miró din Barcelona, Catalonia, Spania. Sculptura a fost acoperită cu plăci de ceramică datorită colaborării cu artistul Joan Gardy Artigas. Sculptura face parte din trilogia de lucrări realizate de Miró ca să-i primească pe vizitatorii Barcelonei.

## Galerie

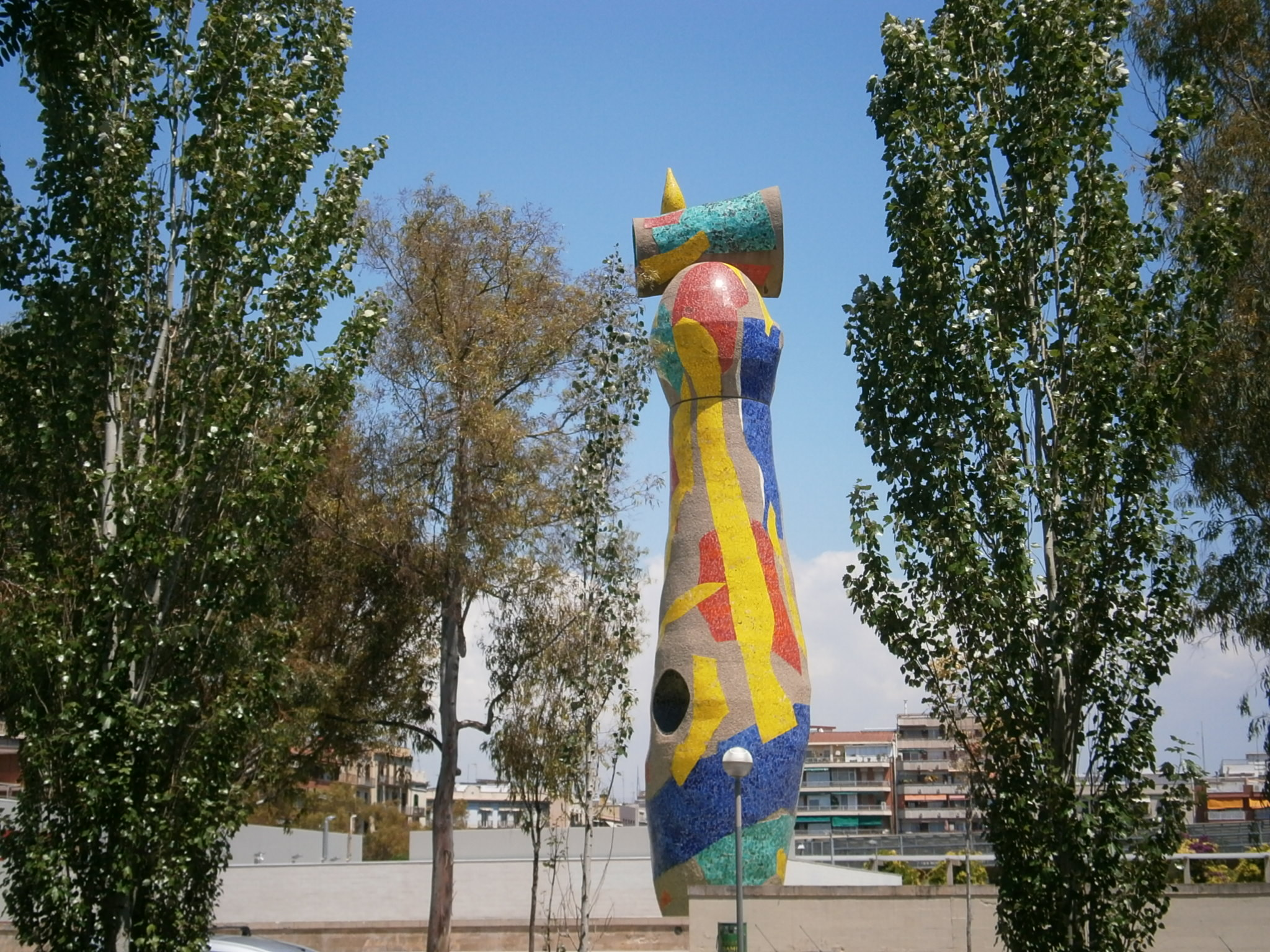
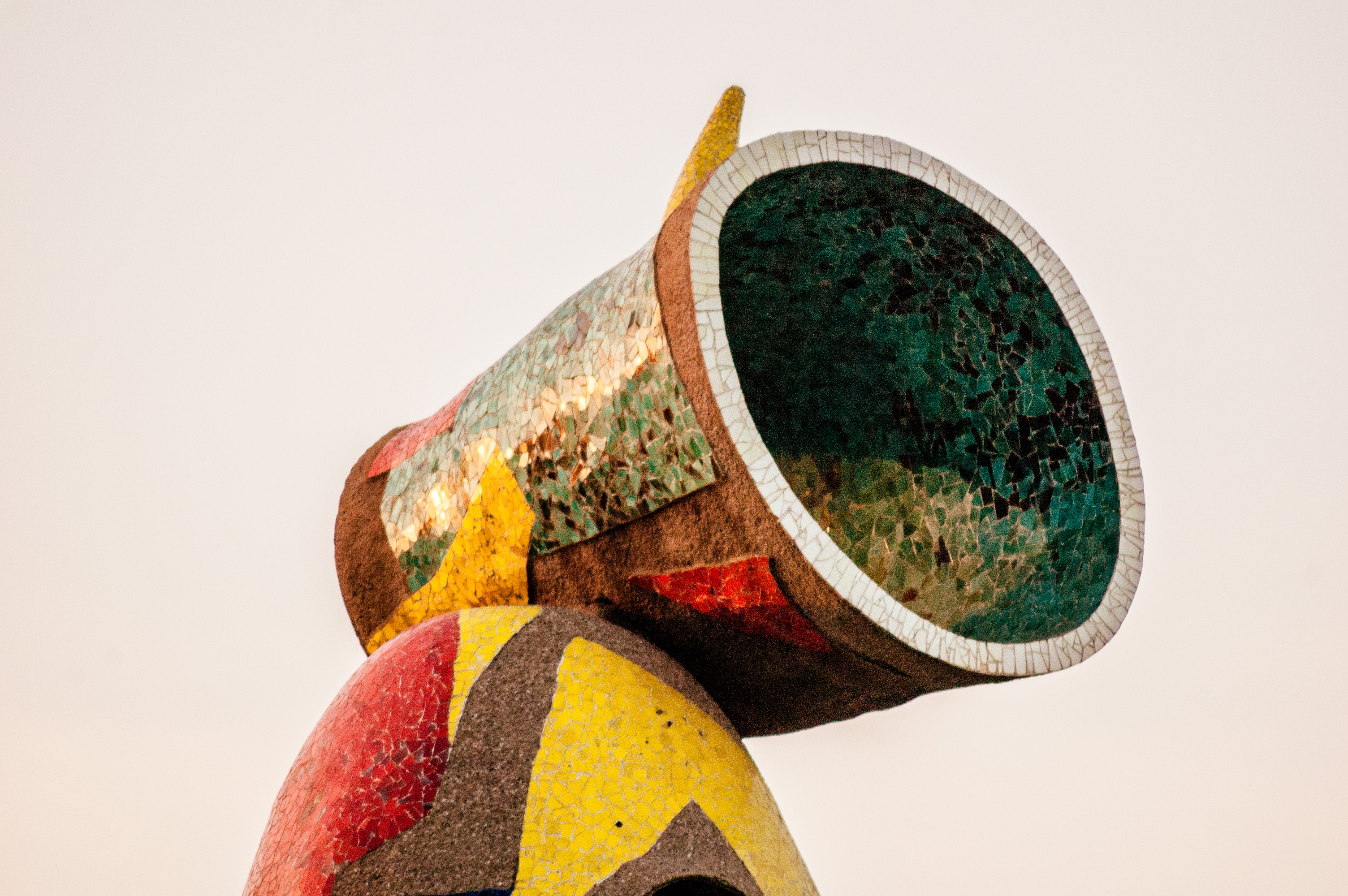
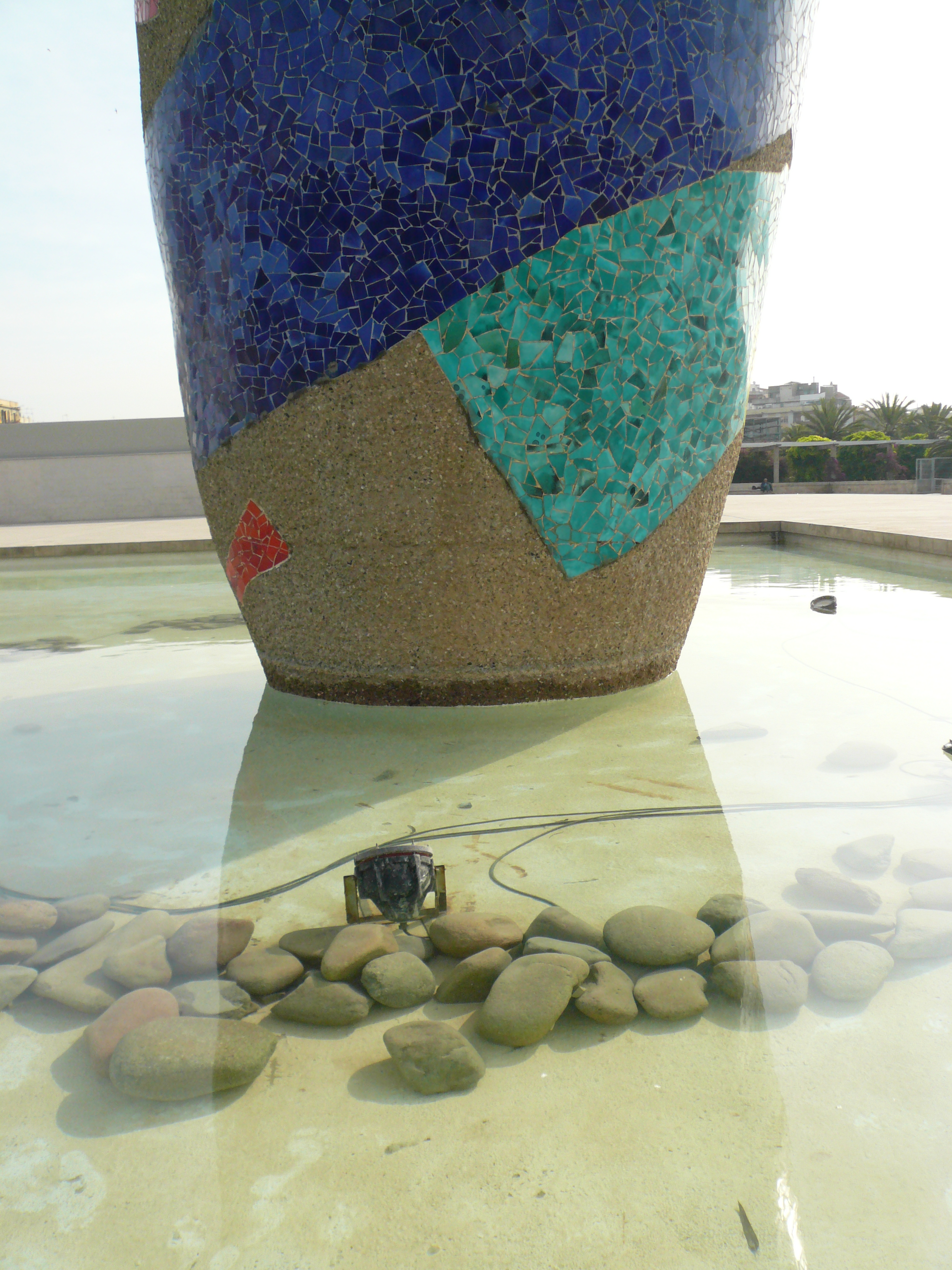
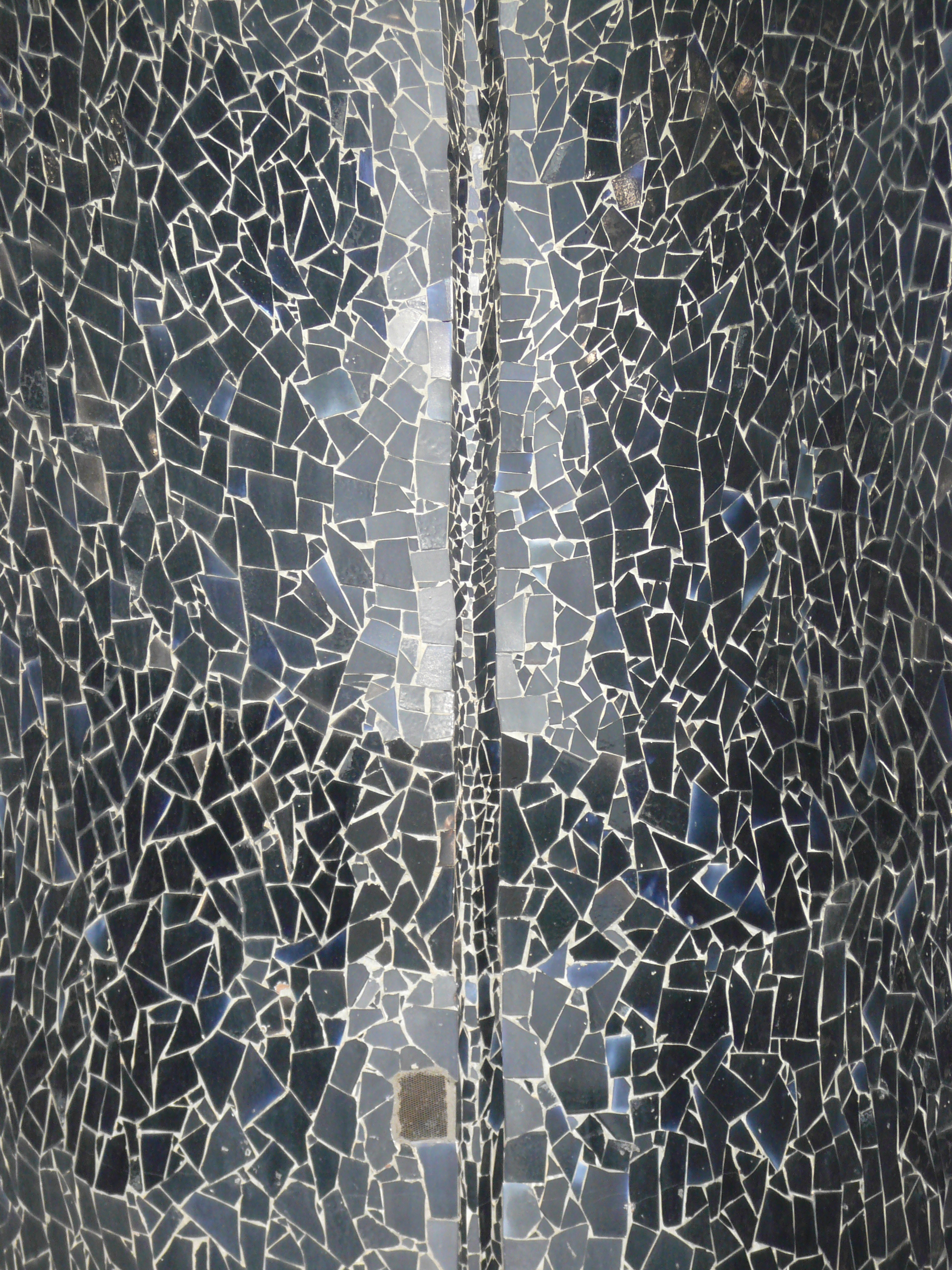
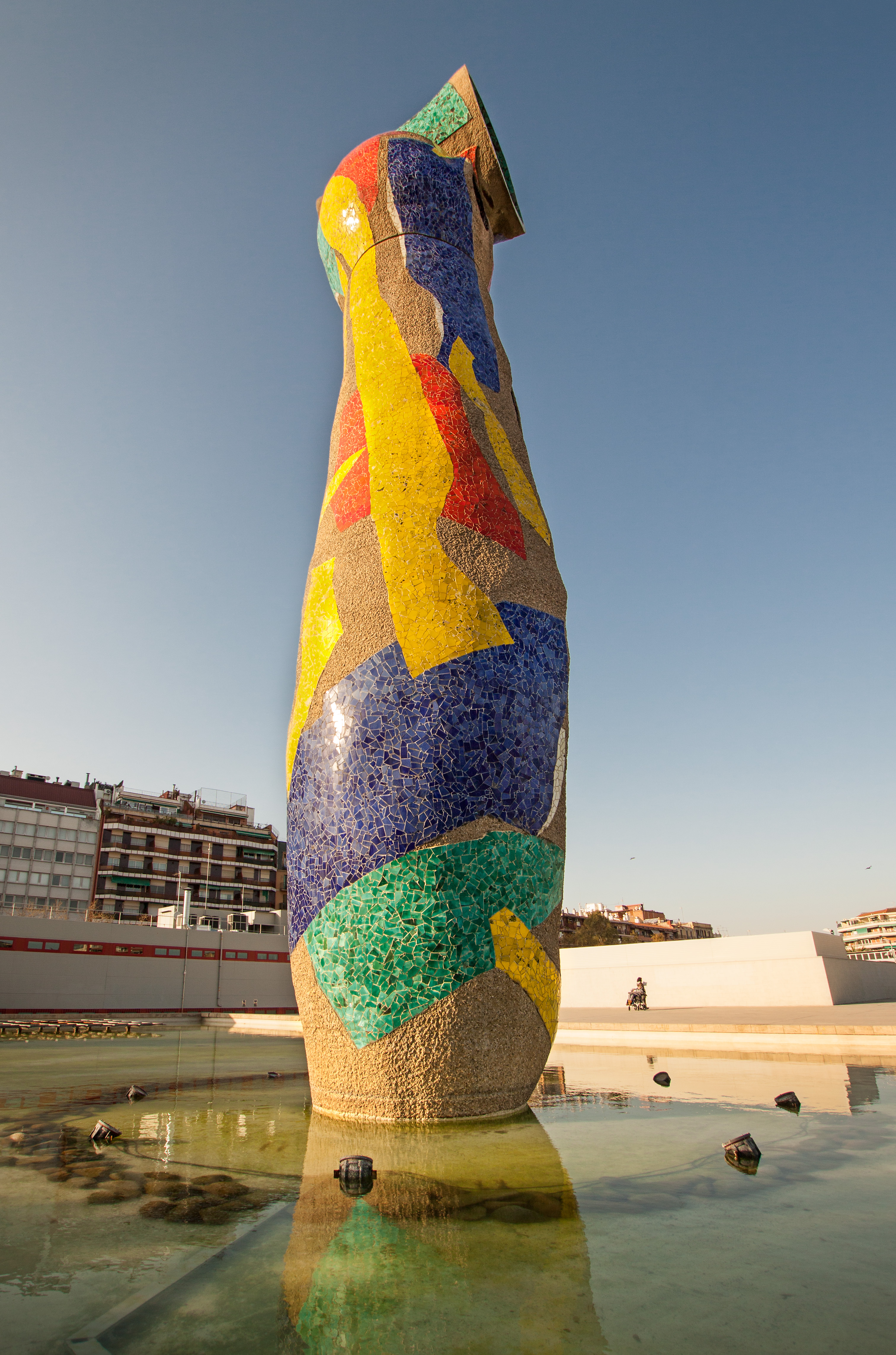

1. ↑  Pobles de Catalunya